# Daltonia gomezii
Daltonia gomezii là một loài rêu trong họ Daltoniaceae. Loài này được Crosby mô tả khoa học đầu tiên năm 1974.